# Лимуэйру-ди-Анадия
Лимуэйру-ди-Анадия (порт. Limoeiro de Anadia)  —  муниципалитет в Бразилии, входит в штат Алагоас. Составная часть мезорегиона Сельскохозяйственный район штата Алагоас. Входит в экономико-статистический  микрорегион Арапирака.